# Giovanni Michele Saraceni
Pour les articles homonymes, voir Saraceni.
Giovanni Michele Saraceni (né à Naples, dans le royaume de Naples, le 1er décembre 1498 et mort le 27 avril 1568 à Rome) est un cardinal italien du XVIe siècle. Il est un parent du cardinal Fabio Mignanelli (1551).

## Biographie
Saraceni est archiprêtre de Torella. En 1536, il est élu archevêque d'Acerenza et Matera et est consacré le 23 mars de la même année par Antonio Sanseverino avec comme co-consécrateurs Lorenzo Santarelli et Giacomo Ponzetti (en). Mgr Saraceni participe au concile de Trente et est nommé administrateur de la ville de Rome en 1549 et  vice-camerlingue de la Sainte Église en 1551.
Saraceni est créé cardinal par le pape Jules III lors du consistoire du 20 novembre 1551. Le cardinal Saraceni  est abbé commendataire de Banzi. En 1560, il est nommé administrateur de Lecce. À la Curie romaine, il est notamment membre de la commission de cardinaux pour examiner le cas du cardinal Carlo Carafa et en 1562-1563 il est camerlingue du Sacré Collège.
Saraceni participe aux conclaves de 1555 (élection de Marcel II et de Paul IV) et aux conclaves de 1559 (élection de Pie IV et de 1565-1566 (élection de Pie V).

## Succession apostolique
Giovanni Michele Saraceni a ordonné les évêques suivants :
- Cardinal Girolamo Seripando, O.E.S.A. (1554)
- Évêque Adriano Fuscone (en) (1554)
- Évêque Gerolamo Melchiori (en) (1554)
- Évêque Fabio Capelleto (en) (1555)
- Cardinal Virgilio Rosario (1555)
- Pape Pie V (1556)
- Archevêque Sigismondo Saraceno (en) (1556)
- Cardinal Flavio Orsini (1561)
- Évêque Annibale Saraceni (en) (1561)
- Archevêque Mario Carafa (it) (1566)
- Évêque Pietro Lunello (1566)